# Mondfinsternis vom 15. April 2014

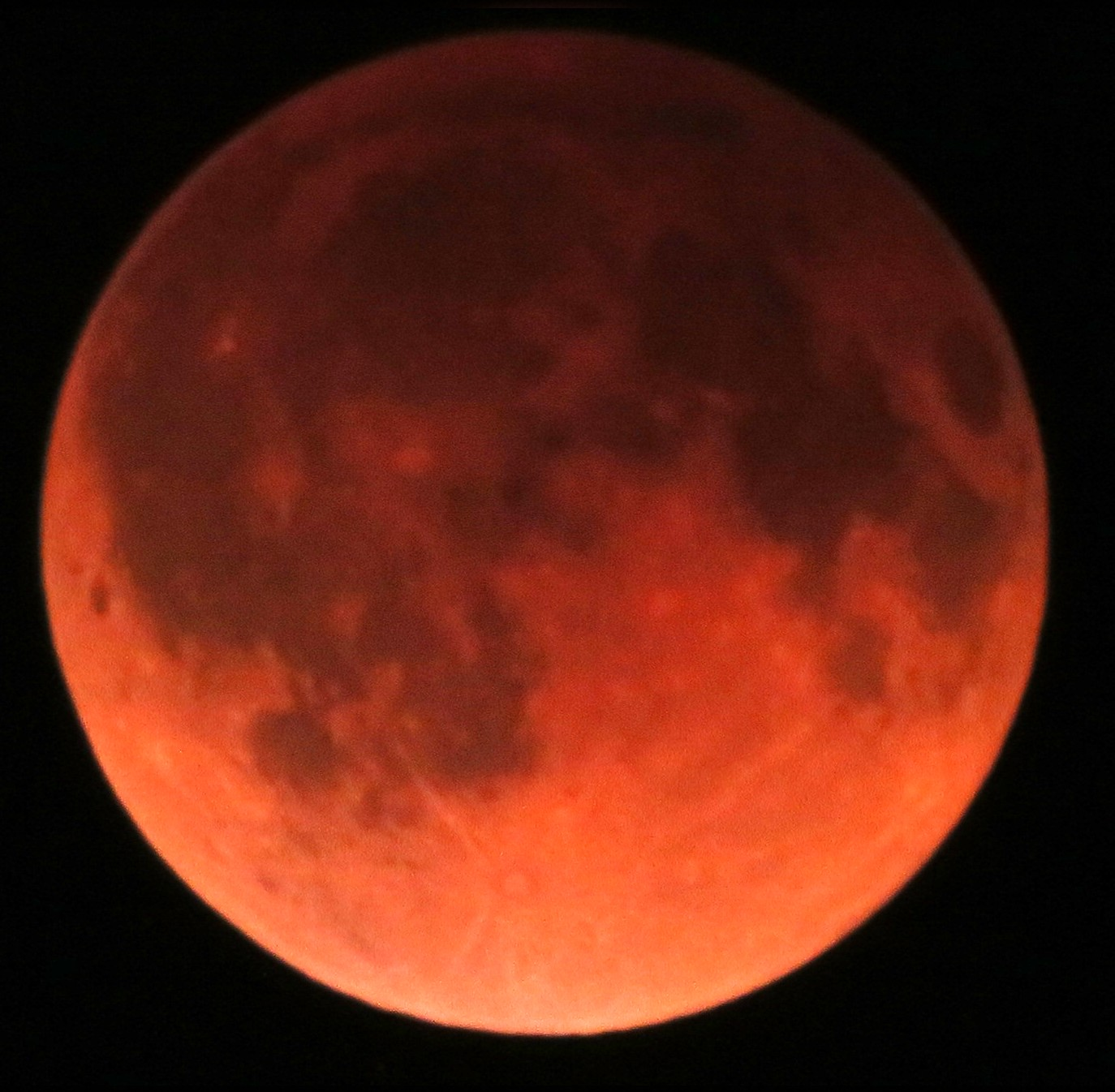
Minneapolis, Minnesota, 7:46 UTC nahe der Totalität.

Die Mondfinsternis vom 15. April 2014 war die erste von zwei Mondfinsternissen 2014 und die erste von vier Mondfinsternissen innerhalb von zwei Jahren. Dazu gehören die Mondfinsternisse vom 8. Oktober 2014, 4. April 2015 und vom 28. September 2015.
Die Mondfinsternis war in Amerika, in der Pazifikregion sowie in Australien und Neuseeland zu beobachten. Während der fünf Stunden und 44 Minuten andauernden Mondfinsternis bewegte sich der Mond südlich des Kernschattens der Erde vorbei. Dies hatte zur Folge, dass der nördliche Teil des Mondes bemerkbar dunkler als der südliche Teil war. Die Totalität dauerte eine Stunde und 18 Minuten an. Diese Mondfinsternis ist die 56. Mondfinsternis des 122. lunaren Saroszyklus.